# Musikrecht
Der Begriff Musikrecht umfasst im weiteren Sinn als objektives Recht alle Normen, die sich mit der Musik beschäftigen. Damit handelt es sich um eine Querschnittsmaterie, die Teil des Medienrechts ist. Im engeren Sinn bezeichnet der Begriff nur den Teilbereich des Urheberrechts, der auf Musik anwendbar ist. Als „Musikrechte“ werden die subjektiven Urheberrechte an einem Musikstück bezeichnet. Musikerrecht bezeichnet demgegenüber die für Musiker wichtigen Rechtsgebiete.

## Urheberrecht

### Urheberrechtlicher Schutz von Musik

#### Musikwerk
Eine musikalische Komposition ist als so genanntes Musikwerk urheberrechtlich schutzfähig. International ist dies unter anderem in Art. 2 Abs. 1 der Revidierten Berner Übereinkunft (RBÜ) geregelt, der alle Vertragsstaaten zum Schutz von „musikalischen Kompositionen mit oder ohne Text“ und „dramatisch-musikalischen Werken“ verpflichtet.
Auch eine Improvisation ist ein schutzfähiges Musikwerk. Nach Art. 2 Abs. 3 RBÜ sind „musikalische Arrangements“ als Bearbeitungen ebenfalls selbstständig schutzfähig.
Urheber sind der Komponist und andere am Werk beteiligte Personen wie der Arrangeur und der Orchestrator.
Der Urheberschutz umfasst bei Musikwerken neben dem Vervielfältigungsrecht an den Noten insbesondere das Aufführungsrecht und das Senderecht, international geregelt in Art. 11 Abs. 1 Nr. 1 und Nr. 2 RBÜ.
Ein Liedtext ist als Sprachwerk separat schutzfähig.

#### Leistungsschutzrechte
Musik kann auch durch Leistungsschutzrechte geschützt sein, nämlich eine musikalische Darbietung eines (fremden) Musikwerks durch das Recht des ausübenden Künstlers, eine Musikveranstaltung durch das Recht des Veranstalters, eine Musikaufnahme durch das Recht des Tonträgerherstellers und eine Musiksendung durch das Recht des Sendeunternehmens.

#### Schranken
Das Urheberrecht an Musik findet seine Grenzen unter anderem in der zulässigen freien Benutzung und im Musikzitat. Dabei ist jedoch in manchen Rechtsordnungen der so genannte Melodienschutz zu beachten.

### Urhebervertragsrecht
Das Urheberrecht an Musik kann an Dritte übertragen werden. Insbesondere handeln Musikverlage mit Lizenzen an Musikwerken, die die Vervielfältigung von Musiknoten als „Hauptrecht“ und die „Nebenrechte“ (Aufführungsrecht, Recht der öffentlichen Zugänglichmachung, Recht zur mechanischen Vervielfältigung auf Tonträgern, Synchronisationsrecht für audiovisuelle Medien) umfassen. Bekanntestes Beispiel für eine solche Lizenz ist der Plattenvertrag. Gegenstück zur klassischen Musiklizenz ist die Freie Musik.

#### Verwertungsgesellschaften
Das Urheberrecht an Musik wird im Wesentlichen durch Verwertungsgesellschaften wahrgenommen, in Deutschland durch die Gesellschaft für musikalische Aufführungs- und mechanische Vervielfältigungsrechte (GEMA), die VG Musikedition und durch die Gesellschaft zur Verwertung von Leistungsschutzrechten (GVL).

## Markenrecht
Musik kann auch als Hörmarke schutzfähig sein. Der Titel eines Musikwerks unterliegt dem Musiktitelschutz.

## Arbeits- und Sozialrecht
Es gibt in vielen Ländern spezielle Tarifverträge für Musiker, beispielsweise den deutschen Tarifvertrag für die Musiker in Kulturorchestern. Außerdem existieren sozialrechtliche Besonderheiten wie die Künstlersozialkasse in Deutschland.

## Länderberichte
- Musikrecht (Deutschland)
- Musikrecht (Vereinigte Staaten)